# Tomas Hagenfors
Tomas Lennart Hagenfors, under en period Paulson, född 26 december 1951 i Nacka, är en svensk kristen kompositör, sångtextförfattare, sångare, musikförläggare och lärare. 

## Biografi
Tomas Hagenfors föddes som son till Lennart Sigfrid Hagenfors och Britt född Gustafsson. Fadern dog i sjukdom redan 1953 och modern gifte senare om sig med riksevangelisten Berthil Paulson vars efternamn Tomas Hagenfors bar innan han i vuxen ålder återtog namnet Hagenfors. Morfar var missionsföreståndaren Johan Gustafsson.
Hagenfors släppte sin första platta 1975 tillsammans med gruppen Absolut. År 1977 släppte han sin första egna platta, som sedan följdes av flera, däribland Har den äran. En annan av Hagenfors sånger är Äktenskapsbön som inleds med orden Vid altaret i kyrkan...
Han har gett ut flera skivor tillsammans med familjen, och flera samlingsskivor.
Under 1970-talet turnerade Tomas Hagenfors som trubadur, under 1980-talet mer och mer med hustrun Ingela (född Svedberg 1956) som han gifte sig med 1979 och senare även med de tre barnen Julia (född 1982), Linnea (född 1984) och Gabriel (född 1988).
Tomas Hagenfors arbetade under många år som gymnasielärare och drev mellan 1991 och 2022 förlaget Tomsing i Hallsberg, där han gett ut både egna och ett antal andra artisters plattor. Han har också översatt flera barnböcker.
Hagenfors är femfaldig svensk mästare i luffarschack och har varit politiker i Hallsbergs kommun för Kristdemokraterna.

## Diskografi i urval
- 1975 – Absolut med gruppen Absolut (Marilla)
- 1977 – Kunskap utan vishet (Vision), utgiven under namnet Paulson
- 1980 – Stå och stampa (Signatur)
- 1982 – Har den äran (Prim)
- 1984 – Igen (Cantio)
- 1988 – Här är vi, Tomas Hagenfors med familj (Prim)
- 1991 – Välkommen till Sverige (Tomsing)
- 1991 – Tornet i Babel, familjen Hagenfors (Tomsing)
- 1992 – Jona, familjen Hagenfors (Tomsing)
- 1993 – Daniel i lejongropen, familjen Hagenfors (Tomsing)
- 1994 – David och Goliat, familjen Hagenfors (Tomsing)
- 1996 – Den barmhärtige samariten, familjen Hagenfors (Tomsing)
- 1996 – Julens finaste sånger, familjen Hagenfors (Tomsing)
- 1997 – Hittills 1977–1997 (samlingsalbum) (Tomsing)
- 1998 – Petrus,  familjen Hagenfors (Tomsing)
- 2000 – Du möter mig,  familjen Hagenfors (Tomsing)
- 2000 – Hittills 2 1975–2000 (samlingsalbum) (Tomsing)
- 2005 – Hittills 3 1975–2005 (samlingsalbum) (Tomsing)

### Översättningar (urval)
- 2006 – Mazali, Gustavo. Min första lilla pusselbibel. Översättning: Hagenfors Ingela, Hagenfors Tomas. Kumla: Tomsing. Libris 12542615
- 2006 – Mazali, Gustavo. Min första stora pusselbibel. Översättning: Hagenfors Ingela, Hagenfors Tomas. Kumla: Tomsing. Libris 12542639
- 2010 – Anker Mortensen, Carl; Pérez Montero José. Hitta lille Ville i Bibeln: Gamla testamentet. Översättning: Hagenfors Tomas. Hallsberg: Tomsing. Libris 11891723. ISBN 9789186580025
- 2011 – Alex, Ben; Pérez Montero José. Bibelns bästa berättelser. Hallsberg: Tomsing. Libris 12228408. ISBN 978-91-86580-03-2
- 2014 – Mazali, Gustavo. Min andra lilla pusselbibel. Översättning: Hagenfors Tomas. Hallsberg: Tomsing. Libris 19278120. ISBN 9789186580322
- 2015 –  Berättelsen om Lasaros: Johannes kapitel 11. Hallsberg: Tomsing. Libris 18356533. ISBN 9789186580599
- 2015 –  Daniel i lejongropen: Daniel: kapitel 6. Hallsberg: Tomsing. Libris 18356529. ISBN 9789186580568
- 2015 –  Jesus är uppstånden!: Matt 28, Mark 16, Luk 24, Joh 20. Hallsberg: Tomsing. Libris 18356538. ISBN 9789186580636
- 2015 –  Josef - drömtydaren: 1 Mos kap 39-41. Hallsberg: Tomsing. Libris 18356821. ISBN 9789186580575
- 2015 –  Josef och Maria: Matteus 1, Markus 1, Lukas 1-2. Hallsberg: Tomsing. Libris 18356531. ISBN 9789186580582
- 2015 – Martin, Peter; Kent Peter. Jesusdetektiven. Översättning: Hagenfors Tomas. Hallsberg: Tomsing. Libris 18356539. ISBN 9789186580537
- 2015 –  Noa och arken: 1 Mos kapitel 6-9. Hallsberg: Tomsing. Libris 18356536. ISBN 9789186580605
- 2015 –  Den sista måltiden: Matt 21 och 26, Mark 14, Luk 19 och 22, Joh 13. Hallsberg: Tomsing. Libris 18356823. ISBN 9789186580629
- 2015 –  Den starke Simson: Domarboken kapitel 13-14. Hallsberg: Tomsing. Libris 18356822. ISBN 9789186580612
- 2015 – Thoroe, Charlotte; Guile Gill. Jesus möter folket. Översättning: Hagenfors Tomas. Hallsberg: Tomsing. Libris 18356541. ISBN 9789186580544
- 2015 – Thoroe, Charlotte; Guile Gill. Äventyr i Gamla Testamentet. Titta & hitta bibelberättelser. Översättning: Hagenfors Tomas. Hallsberg: Tomsing. Libris 18356824. ISBN 9789186580551
- 2017 – Burrows Jennifer S., red. Berättelsen om de två byggarna. Översättning: Hagenfors Tomas. [Hallsberg]: Tomsing. Libris 21870063. ISBN 9789188625045
- 2017 – Burrows Jennifer S., red. Kamelens nos. [Hallsberg]: Tomsing. Libris 21872067. ISBN 9789188625052
- 2018 – Anand, Shradha; Suhail Md.. Björnen Brum och elefanten. Översättning: Hagenfors Tomas. [Hallsberg]: Tomsing. Libris dnf53rjnbpxrxchr. ISBN 9789188625205
- 2018 – Anand, Shradha; Suhail Md.. Flodhästen Fille och valen. Översättning: Hagenfors Tomas. [Hallsberg]: Tomsing. Libris gqh75vw0djw0wm4m. ISBN 9789188625199
- 2018 – Anand, Shradha; Suhail Md.. Kossan Kajsa och den lilla röda klockan. Översättning: Hagenfors Tomas. [Hallsberg]: Tomsing. Libris 8j91zm3g6q9b1zht. ISBN 9789188625182
- 2018 – Anand, Shradha; Suhail Md.. Peter Panda och bollen. Översättning: Hagenfors Tomas. [Hallsberg]: Tomsing. Libris 7h80xmmh5crzv0m1. ISBN 9789188625175
- 2018 – Dzajevic, Dragana; Zlaticanin Zoran. Den lilla turisten. Översättning: Hagenfors Tomas. [Hallsberg]: Tomsing. Libris 22490447. ISBN 9789188625083
- 2018 – Carletti, Emanuela. Mirakler som Jesus gjorde. Översättning: Hagenfors Tomas. [Hallsberg]: Tomsing. Libris cmlp7zjl9zjhjv62. ISBN 9789188625113
- 2018 – Carletti, Emanuela. Noas ark. Översättning: Hagenfors Tomas. [Hallsberg]: Tomsing. Libris w547rhb0tc3xzbpm. ISBN 9789188625120
- 2018 – Guile, Gill. Bibelpyssel. Översättning: Hagenfors Tomas. [Hallsberg]: Tomsing. Libris fp5qh36xc12d01tm. ISBN 9789188625106
- 2018 – Lee, Michelle; Krome Mike. Berättelsen om Snöflinga. Översättning: Hagenfors Tomas. [Hallsberg]: Tomsing. Libris q05n1v8nnxhkrw6t. ISBN 9789188625137
- 2018 – Marcus, Jan; Krome Mike. Stenen på vägen. Översättning: Hagenfors Tomas. [Hallsberg]: Tomsing. Libris 19gzb5k3zntvnw23. ISBN 9789188625144
- 2018 –  Välkända bibelberättelser. Hallsberg: Tomsing. Libris lvm8qbqvj875x9q3. ISBN 9789188625090
- 2020 – Burrows, Jennifer S.; Ryley David, Hagenfors Tomas. Berättelsen om de två byggarna. Tidlösa berättelser. Tomsing HB. Libris 0br72t64x83w7hwl. ISBN 9789188625830

### Fotnoter
1. ↑  Sveriges befolkning 1990, CD-ROM, version 1.00, Riksarkivet (2011).
2. ↑  Johansson, Roberth: Humor i helgade hyddor 5 s 16 (KM-förlaget).
3. ↑  Malina Abrahamsson (11 maj 2022). ”“Det är inget jag blivit rik på i ekonomisk mening” - Tomas Hagenfors säljer sitt livsverk - förlaget Tomsing”. Tidningen Dagen. https://www.dagen.se/kultur/2022/05/11/det-ar-inget-jag-blivit-rik-pa-i-ekonomisk-mening/.
4. ↑  ”Luffarschackets svensktopp”. Svenska Dagbladet. 3 april 1979. https://www.svd.se/arkiv/1979-04-03/13.

### Webbkällor
- Tomas Hagenfors  Kort presentation i Musiksajten (Dagen).
- Tomsing Webbplats för paret Hagenfors förlag.
- Tomas Hagenfors Presentation av honom själv på Tomsings webbplats.
- Tomas Paulson sedan Hagenfors på Svensk Mediedatabas.